# Théorie de l'autonomie de la volonté
Pour le concept kantien, voir Philosophie pratique d'Emmanuel Kant#L'autonomie de la volonté.
La théorie de l'autonomie de la volonté est une théorie juridique qui érige la volonté en source créatrice de droit et d'obligation. Populaire au XIXe siècle chez les juristes, cette théorie, qui s'inspire librement du principe kantien de l'autonomie de la volonté, s'oppose au solidarisme contractuel et à la théorie de l'utile et du juste.

## Fondements philosophiques
L'idée d'une autonomie de la volonté est d'abord avancée par des théologiens et juristes de l'École de Salamanque, et notamment par Pedro de Oñate qui estimait que la volonté humaine constituait le cœur des engagements contractuels et que l'Homme, créé à l'image de Dieu, a tant ses biens que ses engagements à la disposition de sa volonté.
Elle trouve ensuite sa justification dans l'existence de droits naturels de l'Homme, selon lesquels l'Homme à l'état de nature est libre. Cette idée de liberté primordiale a ensuite été reprise par divers auteurs, au premier rang desquels on trouve Grotius (notion de jus gentium), Locke (notion de loi naturelle) et finalement Rousseau qui l'a popularisée.
Selon ce courant de pensée, les hommes naissent libres et ne sont, à l'origine, soumis à aucun d'entre eux. Raisonnables, ils tombent en accord pour constituer une société qui leur profitera à tous.
Les idées de liberté et de constitution de la Société par un accord librement donné de ses membres trouvent un écho dans la théorie de l'autonomie de la volonté : chaque contractant est libre de contracter, comme de ne pas contracter (donc de conserver sa liberté) et ne s'oblige que par son consentement éclairé aux termes de la convention. En revanche, une convention passée valablement devra être exécutée, conformément à la maxime pacta sunt servanda, la volonté des contractants devant être d'autant plus respectée qu'elle a été donnée librement.

## En droit français

### Influence de la théorie
La théorie de l'autonomie de la volonté a, selon une opinion majoritaire, largement influencé les rédacteurs du Code civil. Ainsi, de nombreuses dispositions du droit des obligations français témoigneraient de ce que cette doctrine en a été un postulat. Est notamment à citer l'article 1134 ancien du Code civil selon lequel « les conventions légalement formées tiennent lieu de loi à ceux qui les ont faites », article devenu le 1er octobre 2016 l'article 1103 par l'ordonnance du 10 février 2016 : « Les contrats légalement formés tiennent lieu de loi à ceux qui les ont faits ».
Une opinion minoritaire fait néanmoins valoir que les rédacteurs du Code civil ne se sont inspirés de cette théorie qu'à la marge. En général méfiants à l'égard de la philosophie, ils préféraient adapter les coutumes d'Ancien Régime aux principes nouveaux posés par le régime. Selon cette hypothèse, l'article 1134 ne doit pas être interprété comme une ratification de l'autonomie de la volonté. Il doit l'être, d'abord, comme un moyen de consacrer les principes de droit romain appliqués dans le sud de la France ; il doit l'être, surtout, comme un moyen de renforcer la laïcité de la société (en donnant force légale à la volonté des parties, les obligations trouvent leur source dans la loi et dans le consentement des parties et non dans l'autorité divine).

### Les traductions de la théorie de l'autonomie de la volonté sur le régime du contrat en droit civil français

#### Quant à sa formation
Le principe de l'autonomie de la volonté induit le principe de liberté contractuelle. Le contenu du contrat est librement déterminé par les parties, sous réserve du respect de l'ordre public (article 6 du Code civil) et des lois dites « impératives » qui s'imposent directement aux contractants.
Par ailleurs, l'importance de l'accord de volonté des parties justifie que des conventions soient formées par son seul effet. On est alors dans un esprit de consensualisme, principe en droit français.
Enfin, les dispositions du Code civil qui visent à protéger l'intégrité du consentement contre l'erreur, le dol ou la violence peuvent être justifiées : on ne saurait opposer à un contractant une convention qu'il n'a pas réellement voulue.

#### Quant à ses effets
Le libre consentement des parties au contrat justifie que celui-ci ait une force obligatoire à leur égard (art. 1103 du Code civil). Cette force obligatoire est quasi-absolue et justifie que le juge ne puisse pas modifier l'économie du contrat (refus de l'imprévision).
En revanche, les tiers n'ayant pas donné leur consentement au contrat ne peuvent se le voir opposer, conformément au principe d'effet relatif des conventions (art. 1199 du Code civil depuis l'ordonnance du 10 février 2016, anciennement art. 1165) ; traditionnellement, ils ne peuvent non plus profiter de la convention, bien que la jurisprudence récente incite à nuancer cette affirmation.

#### Quant à son interprétation
Lorsque le juge, lors d'un conflit entre des contractants, va interpréter un contrat, exception faite de l'application de la maxime juridique interpretatio cessat in claris, il va s'attacher à la volonté réelle des parties. 
C'est pourquoi il ne doit pas s'arrêter à la lettre du contrat mais rechercher quelle a été l'intention profonde des parties. L'article 1156 ancien du Code civil disposait ainsi :
« On doit dans les conventions rechercher quelle a été la commune intention des parties contractantes, plutôt que de s'arrêter au sens littéral des termes. »
— Article 1156 ancien du Code civil
Le nouvel article 1188 dispose depuis l'ordonnance du 10 février 2016 :
« Le contrat s'interprète d'après la commune intention des parties plutôt qu'en s'arrêtant au sens littéral de ses termes.

Lorsque cette intention ne peut être décelée, le contrat s'interprète selon le sens que lui donnerait une personne raisonnable placée dans la même situation. »
— Article 1188 du Code civil

#### Quant aux conflits de loi
En principe, une loi nouvelle n'a pas d'effet rétroactif sur un contrat antérieur à sa promulgation. Ainsi en témoigne l'article 2 du Code civil qui énonce ceci : « la loi ne dispose que pour l'avenir ; elle n'a point d'effet rétroactif. »

### Une remise en cause de la théorie?

#### Remise en cause de l'autonomisme et émergence du solidarisme contractuel
Le principe de l'autonomie de la volonté est critiqué pour deux raisons :
- En voulant faire de la volonté une chose supérieure à la loi, on méconnaît le principe de la hiérarchie des normes.
- D'autre part, ce principe peut porter atteinte au principe de l'équité (une partie forte peut imposer ses conditions à une partie plus faible, comme le professionnel au particulier). Ainsi, l'autonomie la volonté permettrait « au renard de flâner dans le poulailler en toute liberté contractuelle »[13]. Fonder le contrat sur la seule volonté des parties retire aux juges toute latitude pour corriger ces inégalités, sauf à opérer un « forçage » de la volonté des parties en découvrant une obligation qui n'avait en réalité pas été envisagée (obligation de sécurité).

Une partie de la doctrine a ainsi fondé l'école du solidarisme contractuel, fondée sur des postulats radicalement différents de ceux de l'autonomie de la volonté. Selon ces auteurs, les hommes ne sont à l'état de nature pas libres ; ils s'organisent spontanément en société et sont « débiteurs de la société humaine ». D'autre part ils ne sont pas égaux. Partant, les relations contractuelles sont déséquilibrées, ce qu'on observe particulièrement en pratique en matière de « contrats-organisation » (contrats à exécution successive qui fixent les relations ultérieures, comme le contrat de travail ou le contrat de franchise) et de contrats indispensables à la vie courante (bail d'habitation) et économique (bail commercial). Aussi, il conviendrait de faire en sorte que les intérêts de la partie faible soient pris en considération, soit directement en interdisant certaines pratiques (ordre public de protection, prohibition des clauses abusives, refus de contracter non justifié), soit indirectement en mettant la protection de certains intérêts de la partie faible à la charge de la partie forte (obligation de conseil, de mise en garde).

#### Influence marginale du solidarisme contractuel
La jurisprudence semble s'être inspirée du solidarisme contractuel.
Quant à la formation du contrat, on constate ainsi un affaiblissement de la liberté contractuelle. Aussi, la loi impose parfois la passation de certains contrats (assurance obligatoire des véhicules terrestres à moteur en France) ou le cocontractant (droit de préemption au profit du locataire du bien). Par ailleurs, le consensualisme a été remis en cause pour certains contrats en vue de protéger la partie faible : en droit de la consommation certains contrats doivent être passés dans une forme particulière à peine de nullité (la caution notamment), de même qu'en droit du travail un contrat précaire doit être passé sous forme écrite sous peine d'être requalifié en contrat à durée indéterminée. Enfin, la jurisprudence s'est attachée à protéger le consentement de la partie faible contre sa propre inattention en assimilant au dol les silences gardés à la partie forte (réticence dolosive). Dans cette matière, certains auteurs considèrent que la Cour de cassation a reconnu une obligation générale de loyauté des parties au stade précontractuel, ce qui semble participer de la transposition du principe de solidarisme contractuel en droit des obligations ; cette opinion est toutefois minoritaire.
Quant au contenu du contrat, la volonté des parties a été bornée par un nouvel ordre public, dit de protection ou de direction, qui ne peut être invoquée que par la partie faible. Par ailleurs, concernant les contrats d'adhésion, il est fait une traque aux clauses abusives, auquel participent une commission créée à cet effet, dont les recommandations peuvent inspirer les juges et les associations de consommateurs qui ont été autorisées à faire modifier préventivement les contrats en question.
Quant à la force obligatoire du contrat, on a tout d'abord renforcé le pouvoir modérateur du juge en l'autorisant à modifier certaines clauses rendant le contrat déséquilibré (révision de la clause pénale) ou à octroyer des délais de paiement. Par ailleurs, la jurisprudence a considéré que clauses limitatives ou exclusives de responsabilité portant sur une obligation essentielle du contrat devaient être considérées comme non-écrites en ce qu'elles retireraient, sinon, sa cause au contrat. Enfin, la Cour de cassation a utilisé la notion de bonne foi présente à l'article 1134 ancien du Code civil pour condamner les abus des parties quant à la fixation du prix (sous certaines conditions), et les obliger à renégocier lorsque leur comportement a rendu l'exécution du contrat fortement préjudiciable à l'autre partie ou en cas de bouleversement de l'équilibre économique du contrat.
Quant à la rupture du contrat, enfin, seule l'obligation de compenser financièrement la clause de non-concurrence d'un salarié sur le départ est à mentionner ; nulle obligation d'aide à la reconversion ne semble autrement être reconnue.
On aurait donc tendance à souligner l'apport du solidarisme. Pour autant, certains auteurs font valoir que son influence n'a été que marginale, la plupart des solutions adoptées pouvant tout aussi bien s'expliquer sur le fondement de l'autonomie de la volonté. Ainsi, en matière de formation du contrat, la condamnation de la réticence dolosive participe de la protection du consentement, institution tout aussi importante dans les deux théories ; de même, l'exigence de solennité pour certains contrats viserait à faire prendre à la partie faible toute la mesure de son engagement. Relativement au contenu du contrat, la question des clauses abusives peut aussi être traitée à l'aune du consentement : généralement obscures ou cachées, elles ne se révèlent au consommateur dans leur véritable substance que trop tard pour s'en défaire. Par ailleurs, les solutions considérées comme portant atteinte à la force obligatoire du contrat ne seraient, en fait, qu'une conséquence de cette même force obligatoire : la suppression de certaines clauses limitatives de responsabilité permet d'éviter à une partie de se soustraire à une obligation essentielle, de même que l'obligation de renégocier et le pouvoir modérateur du juge, sous couvert de modifier certaines dispositions du contrat, ont pour objectif ultime son exécution. Enfin, la contrepartie financière imposée à une clause de non-concurrence peut se fonder sur l'atteinte portée à la liberté d'entreprendre du salarié. Le bilan réel du solidarisme serait donc maigre.

## En droit québécois
En droit québécois, un arrêt de principe qui mentionne la théorie de l'autonomie de la volonté est la décision Grecon Dimter inc. c. Union des consommateurs de la Cour suprême du Canada. Dans cette décision concernant et les clauses d'élection de for et les clauses compromissoires, la Cour suprême observe que « la rédaction de l’art. 3148, al. 2 C.c.Q. et son contexte législatif confirment que le législateur, en adoptant cette disposition, entendait reconnaître la primauté de l’autonomie de la volonté des parties en matière de conflits de juridiction.  Ce choix législatif favorise en outre, par le recours aux clauses compromissoires et d’élection de for, la prévisibilité et la sécurité des transactions juridiques internationales. »
La Cour suprême mentionne aussi la théorie de l'autonomie de la volonté dans les arrêts Québec (Procureur général) c. A, Houle c. Banque Canadienne Nationale et 6362222 Canada inc. c. Prelco inc..

## Pour en savoir plus